# Robert Farnan
Robert Farnan, né le 10 juin 1877 à New York et mort le 10 janvier 1939 également à New York, est un rameur en aviron américain. Il a remporté la médaille d'or en deux sans barreur aux Jeux de Saint-Louis en 1904 avec son compatriote Joseph Ryan.